# ذو الكفين
ذو الكفين، هو أحد أصنام الآلهة العربية التي كانت في سراة دوس ثم لبني فهم، وهو صنم من خشب كان لكبير دوس عمرو بن حممة الدوسي. أرسل رسول الله الطفيل بن عمرو الدوسي إليه فهدمه وحرقه وهو ينشد:
يا ذا الكفين لست من عُبَّادكا.
ميلادنا أقدم من ميلادكا.
إني حشوتُ النار في فؤادكا.